# Sebastián Páez
Sebastián Eduardo Páez Aravena (La Serena, Chile, 13 de agosto de 1986) es un ex-futbolista chileno. Jugaba como mediocampista.

## Clubes
| Club                | País    | Año       |
| ------------------- | ------- | --------- |
| Deportes La Serena  | Chile   | 2004-2007 |
| Provincial Osorno   | Chile   | 2008      |
| Curicó Unido        | Chile   | 2009      |
| Unión San Felipe    | Chile   | 2010-2011 |
| FC Braşov           | Rumania | 2011      |
| Unión San Felipe    | Chile   | 2012-2013 |
| San Marcos de Arica | Chile   | 2013      |
| Deportes Temuco     | Chile   | 2014-2015 |
| Barnechea           | Chile   | 2016      |
| Ñublense            | Chile   | 2016-2017 |

- Datos: Q9075356